# Soria Moria slott

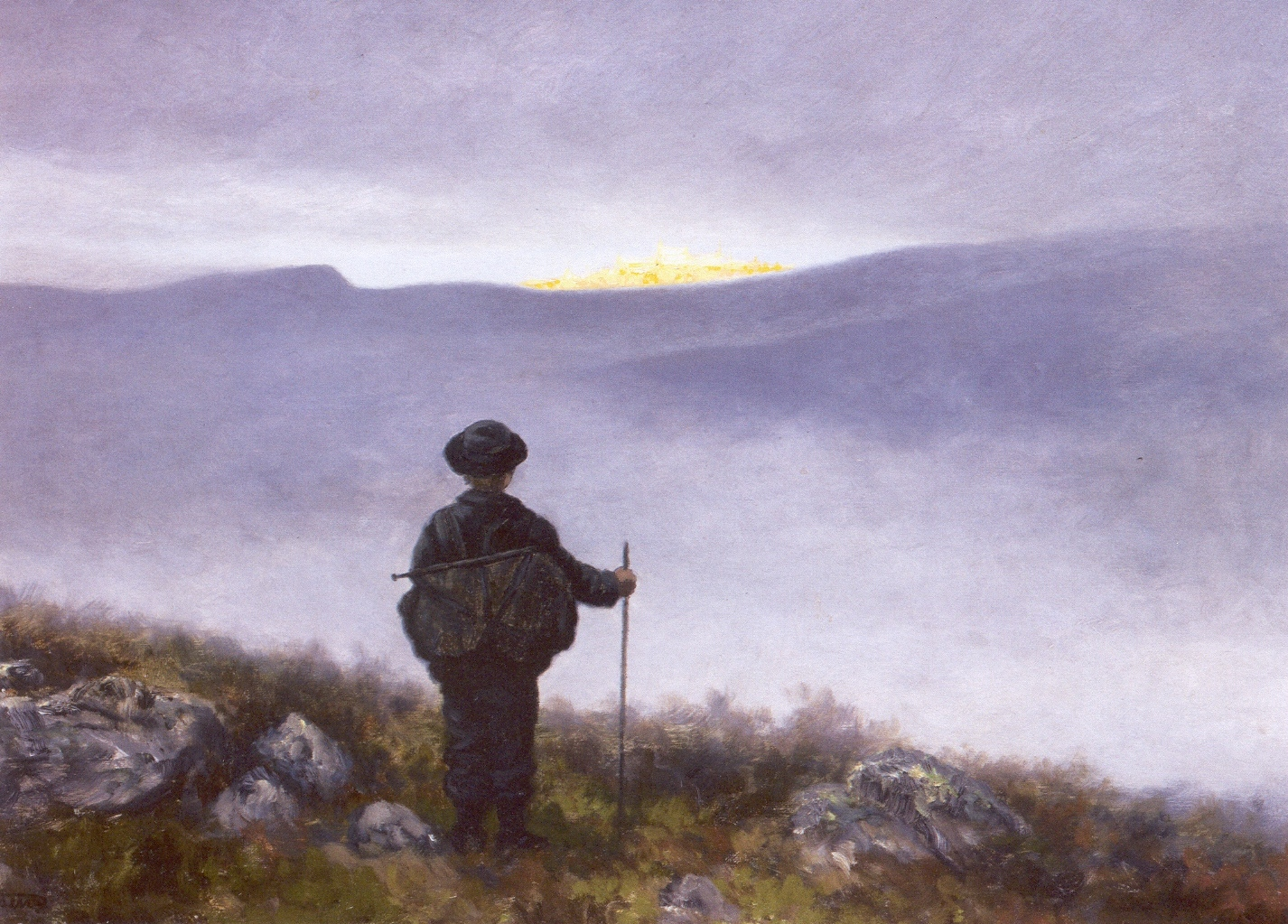
Soria Moria pintat per Theodor Kittelsen el 1881

Soria Moria slott —en català, castell de Soria Moria— és un conte de fades noruec recollit de la tradició oral per Peter Christen Asbjørnsen i Jørgen Moe dins la seva obra sobre llegendes folklòriques Norske Folkeeventyr i, després, Andrew Lang el va incloure també en la seva col·lecció de contes The Red Fairy Book. També és el nom d'una sèrie de dotze il·lustracions pels contes de Asbjørnsen i Moe per l'edició del 1911, pintats per Theodor Kittelsen.
El conte relata les peripècies d'un jove rodamons, Askeladden, on apareixen elements populars com els viatges en vaixell, terres desconegudes fantàstiques, princeses i trols.